# Trilla (album)
Trilla is het tweede muziekalbum van de rapper Rick Ross. De eerste single van het album is "Speedin'". Daarnaast staan de nummer The Boss, Here I Am en This Is the Life ook op het album. Enkele producers zijn Mannie Fresh, The Runners en Drumma Boy. De videoclip ging op 24 juli 2008 in première.
Rick Ross verkocht 700,000+ stuks in de U.S (Gold Status)

## Nummers
| #  | Single                     | Producer                    | Gasten                                | Duur |
| -- | -------------------------- | --------------------------- | ------------------------------------- | ---- |
| 1  | "Trilla Intro"             | J.U.S.T.I.C.E. League       |                                       | 2:54 |
| 2  | "All I Have in This World" | Mannie Fresh                | Mannie Fresh                          | 4:02 |
| 3  | "The Boss"                 | J.R. Rotem                  | T-Pain                                | 3:45 |
| 4  | "Speedin'"                 | The Runners                 | R. Kelly                              | 3:25 |
| 5  | "We Shinin'"               | Bink!                       |                                       | 3:56 |
| 6  | "Money Make Me Come"       | Drumma Boy                  | EbonyLove                             | 3:31 |
| 7  | "DJ Khaled Interlude"      | DJ Khaled                   | DJ Khaled                             | 1:29 |
| 8  | "This Is the Life"         | Elvis "Blac Elvis" Williams | Trey Songz                            | 4:25 |
| 9  | "This Me"                  | DJ Toomp                    |                                       | 3:47 |
| 10 | "Here I Am"                | Drumma Boy                  | Nelly & Avery Storm                   | 3:29 |
| 11 | "Maybach Music"            | J.U.S.T.I.C.E. League       | Jay-Z                                 | 4:08 |
| 12 | "Billionaire"              | J.U.S.T.I.C.E. League       |                                       | 4:12 |
| 13 | "Luxury Tax"               | J.U.S.T.I.C.E. League       | Lil' Wayne, Trick Daddy & Young Jeezy | 4:44 |
| 14 | "Reppin My City"           | Jean "J Rock" Borges        | Triple C's & Brisco                   | 4:17 |
| 15 | "I'm Only Human"           | DJ Nasty & LVM              | Rodney                                | 3:38 |
| 16 | "Ridin' Thru the Ghetto"   | Los Vegaz                   | Triple C's & J Rock                   | 5:03 |

## Hitnotering
| Chart (2008)                          | Positie |
| ------------------------------------- | ------- |
| U.S. Billboard 200                    | 1       |
| U.S. Billboard Top R&B/Hip-Hop Albums | 1       |
| U.S. Billboard Top Rap Albums         | 1       |
| Frankrijk                             | 21      |
| Canadian Albums Chart                 | 14      |
| U.K. Charts                           | 33      |